# 6632 Скун
6632 Скун (6632 Scoon) — астероїд головного поясу, відкритий 29 жовтня 1984 року.
Тіссеранів параметр щодо Юпітера — 3,499.